# تپه شماره ۴ امامزاده اولیاء
تپه شماره ۴ امامزاده اولیاء مربوط به دوره ساسانیان است و در شهرستان درگز، بخش چاپشلو، روستای امامزاده اولیاء واقع شده و این اثر در تاریخ ۱۰ دی ۱۳۸۱ با شمارهٔ ثبت ۶۷۰۷ به‌عنوان یکی از آثار ملی ایران به ثبت رسیده است.